# Gerbillus mackilligini
Gerbillus mackillingini (Піщанка Маккілінгіна) — вид родини мишеві (Muridae).

## Поширення
Цей вид відомий з типового місця знаходження на сході пустелі Нубія (Єгипет), а також з південно-східного Єгипту і Судану. Проживає на кам'янистих рівнинах. Також знайдений в сільськогосподарських районах. Знайдений в покинутих селах до 750 м.